# Rachel Barney

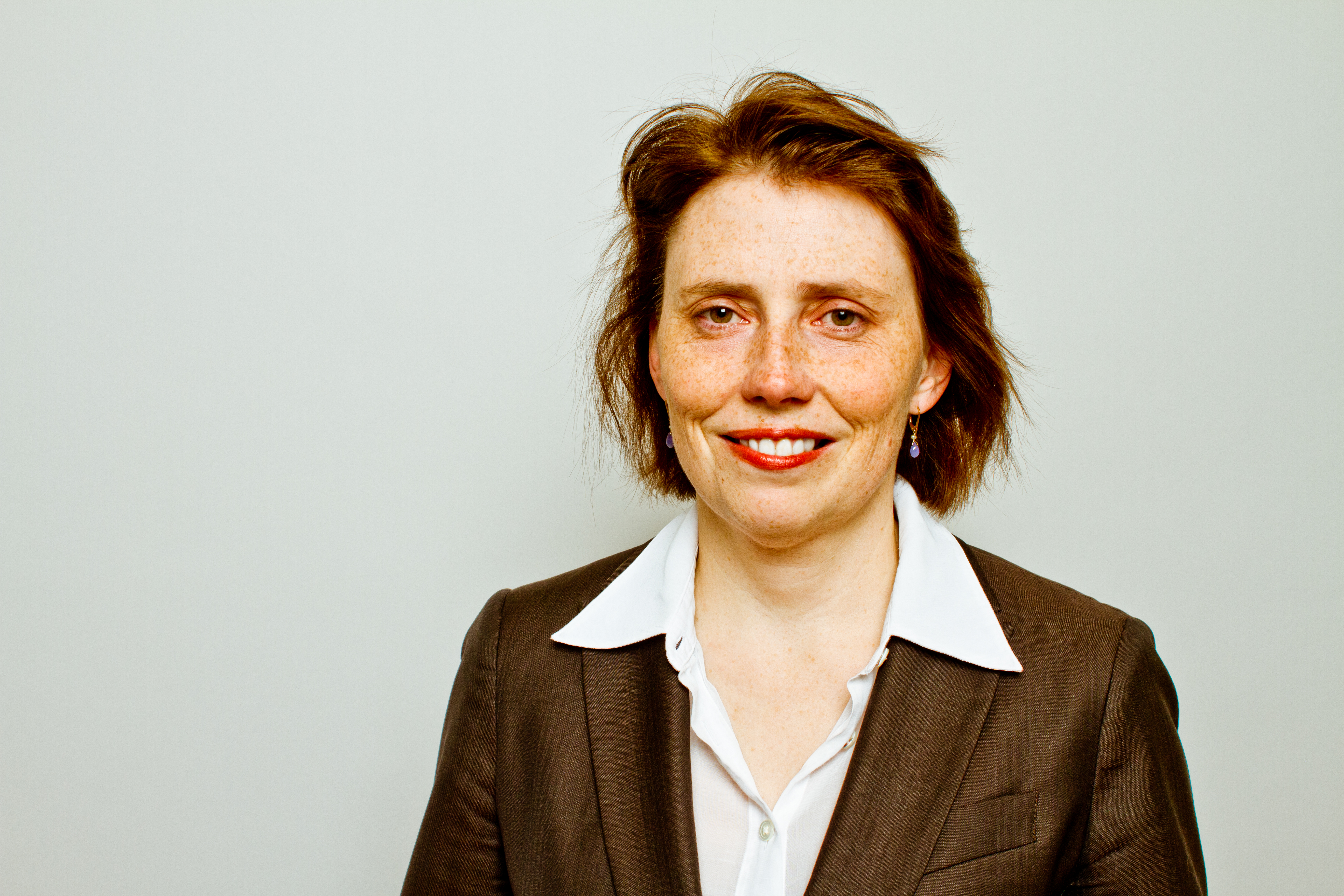
Rachel Barney

Rachel Barney (* 14. September 1966 in Toronto) ist eine kanadische Philosophiehistorikerin.

## Leben
Sie erwarb den B.A. 1989 in Philosophy am Trinity College der University of Toronto und den PhD bei John Madison Cooper 1996 am Department of Philosophy der Princeton University mit einer Dissertation über A Reading of Plato’s Cratylus. 1992 war sie Visiting Lecturer am Department of Philosophy der McGill University. Von 1995 bis 1998 lehrte sie als Assistant Professor am Department of Philosophy der University of Ottawa. Von 1997 bis 1998 war sie Visiting Assistant Professor am Department of Philosophy und Department of the Classics der Harvard University. Von 1998 bis 2002 war sie Assistant Professor am Department of Philosophy der University of Chicago. 2002 war sie Associate Professor am Department of Philosophy der University of Chicago. Von 2003 bis 2011 war sie Associate Professor und Canada Research Chair in Classical Philosophy am Department of Classics und Department of Philosophy der University of Toronto. Von 2011 bis 2012 war sie Professor und Canada Research Chair in Classical Philosophy am Department of Classics and Department of Philosophy der University of Toronto. Seit 2013 lehrt sie als Professorin am Department of Philosophy und Department of Classics der University of Toronto.
Barney arbeitet zur antiken Ethik, ethischen Psychologie, Epistemologie und philosophischen Methode vor allem bei Platon.

## Schriften (Auswahl)
- Names and nature in Plato's Cratylus. New York City 2001, ISBN 0-8153-3965-8.
- als Herausgeber mit Tad Brennan und Charles Brittain: Plato and the divided self. Cambridge 2012, ISBN 978-0-521-89966-6.